# ГЕС Nángào
ГЕС Nángào (南告水电站) — гідроелектростанція на півдні Китаю у провінції Гуандун. Використовує ресурс із річки Qiánxī, правої притоки Луохе, яка впадає до Південнокитайського моря приблизно посередині між Гонконгом та Шаньтоу.
У межах проєкту річку перекрили бетонною гравітаційною греблею висотою 78 метрів, довжиною 240 метрів та шириною по гребеню 8 метрів. Вона утримує водосховище з площею поверхні 3,25 км2 та об'ємом 78,7 млн м3 (корисний об'єм 71,1 млн м3), в якому припустиме коливання рівня поверхні в операційному режимі між позначками 307 та 345 метрів НРМ (під час повені рівень може зростати до 346,4 метра НРМ, а об'єм — до 82,9 млн м3).
Зі сховища через лівобережний масив прокладено дериваційний тунель довжиною 3,1 км з діаметром 3 метри, який переходить у напірний водовід довжиною 0,9 км зі спадаючим діаметром від 3 до 2,2 метра. Така схема забезпечує використання напору у 265 метрів.
У першій половині 1980-х електростанцію ввели в експлуатацію із трьома турбінами потужністю по 15 МВт, які мали проєктний виробіток на рівні 137 млн кВт·год електроенергії на рік. У 1994-му до них додали ще один гідроагрегат потужністю 6,5 МВт, що збільшило виробництво до 151 млн кВт·год.
Видача продукції відбувається по ЛЕП, розрахованим на роботу під напругою 110 кВ.